# 大王山旅游度假区
大王山旅游度假区，位于中华人民共和国湖南省长沙市湘江新区，为省级旅游度假区
。

## 概况
大王山旅游度假区定位为国际水平的旅游度假区，山水洲融合的绿色新城，形成文化、旅游、商业和酒店四大板块，日最大接待游客量可达8万人次。大王山游客集散中心及停车场建设已经进行了招标,游客集散中心规划位置在潭州大道与蓝山路交叉口的西南角。

## 组成

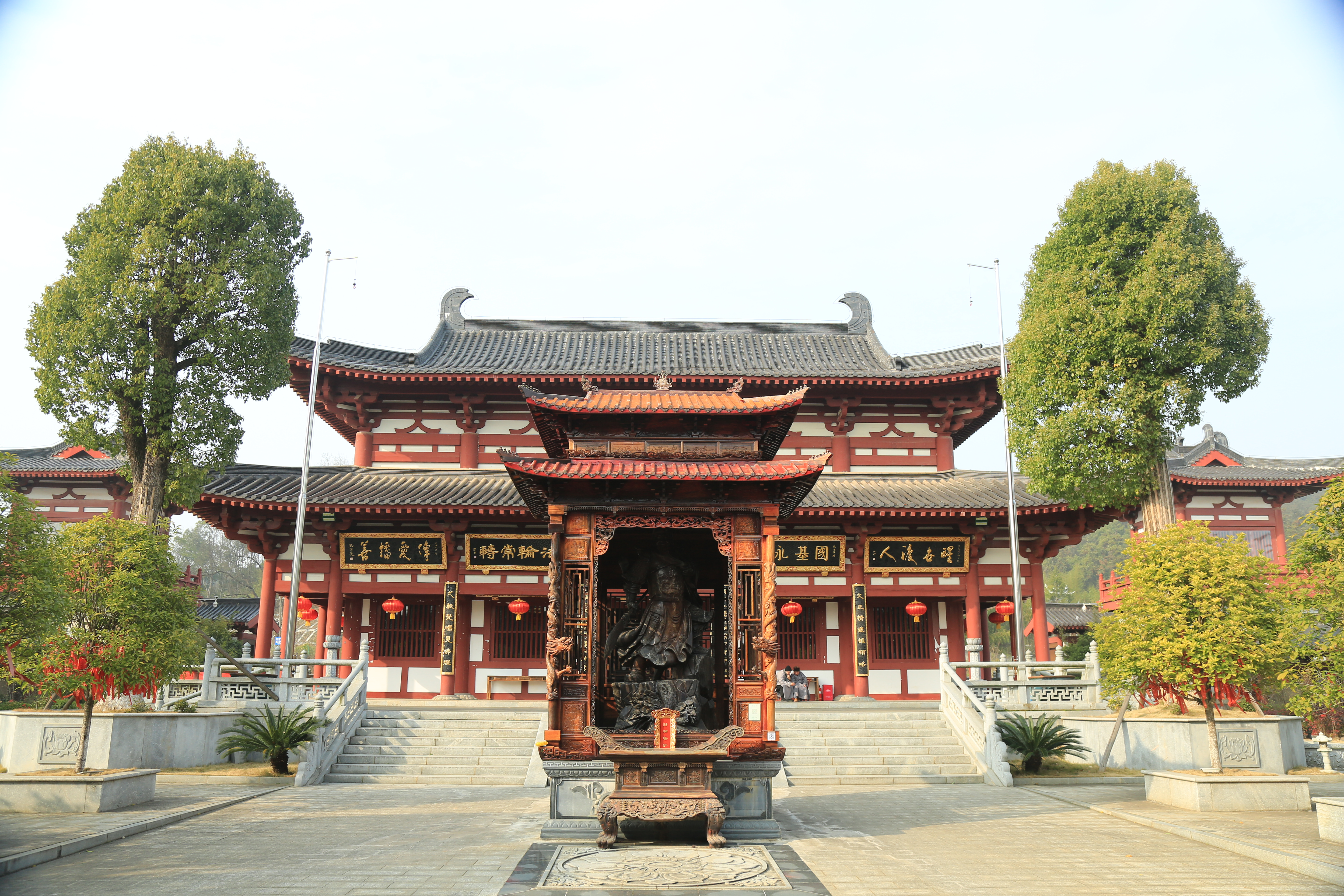
桐溪寺大雄宝殿

该景区内含有湘江欢乐城（包含欢乐雪域、欢乐水寨、欢乐海洋、欢乐天街、欢乐广场等）、华谊兄弟（长沙）电影小镇、湘江女神公园、桐溪湖、桐溪寺、曾国藩墓、文正书院、巴溪洲等景区。
- 欢乐水寨：由Forrec团队设计，建筑面积达8万平方米，是依托深坑崖壁落差而建的全天候水乐园。
- 欢乐雪域：由Wolf Dieter Prix（英语：Wolf Dieter Prix）设计，占地面积约3万平方米，是全球第五大室内滑雪场。
- 欢乐海洋：总占地面积约30万平方米，是集动物展示、游乐体验、主题演艺、文化科普为一体的综合性大型海洋主题公园[1]。
- 华谊兄弟（长沙）电影小镇：占地约340亩，总投资约34亿元。一期为意大利小镇，以意大利建筑风貌与电影艺术文化为主题。
- 湘江女神公园：占地约15万平米，投资约1.7亿元。公园主要植以樱花林和湘妃竹林，以爱情为主题，山顶设湘江女神雕塑。
- 文正书院：占地面积34亩，总建筑面积约1万平方米，由设计公司WATG设计。
- 曾国藩墓：为全国重点文物保护单位，为晚清湘军首领曾国藩的葬墓。
- 巴溪洲：总面积1100亩，由木龙花园、苇风芦影、柳堤春晓、长河红霞等九大景点组成，主打生态湿地、亲子露营等主题。
- 桐溪寺：始建于唐朝贞元七年（791年），为“长沙八大丛林”之一，位于曾国藩墓正前方。

## 交通
长沙地铁3号线南北贯穿大王山旅游度假区。
大王山旅游度假区内旅游专线大王山云巴串联了十余处景点。